# Roncobisium allodentatum
Espèce
Synonymes
- Neobisium allodentatum Vachon, 1967

Roncobisium allodentatum est une espèce de pseudoscorpions de la famille des Neobisiidae.

## Distribution
Cette espèce est endémique de Bourgogne-Franche-Comté en France. Elle se rencontre en Saône-et-Loire à Blanot dans la grotte de Blanot.

## Description
Le mâle holotype mesure 2,02 mm.

## Systématique et taxinomie
Cette espèce a été décrite sous le protonyme Neobisium allodentatum par Vachon en 1967. Elle est placée dans le genre Roncobisium par Heurtault en 1975.

## Publication originale
- Vachon, 1967 : Neobisium (Roncobisium) allodentatum n. sg., n. sp. de Pseudoscorpion Neobisiidae (Arachnides) habitant une caverne du département de Saône-et-Loire, France. International Journal of Speleology, vol. 2, p. 363-367.